# Milo De Angelis
Milo De Angelis (Milano, 6 giugno 1951) è un poeta, scrittore, critico letterario e traduttore italiano.
Il suo stile poetico si distingue per un respiro breve e frammentario, pieno di sospensioni, interruzioni, citazioni, discorsi diretti e soluzioni vicine all'aforisma. I temi, invece, sono pochi e ricorrenti, definiti da De Angelis stesso come "ossessioni". Si occupa anche di traduzioni dal francese, dal greco e dal latino.

## Biografia

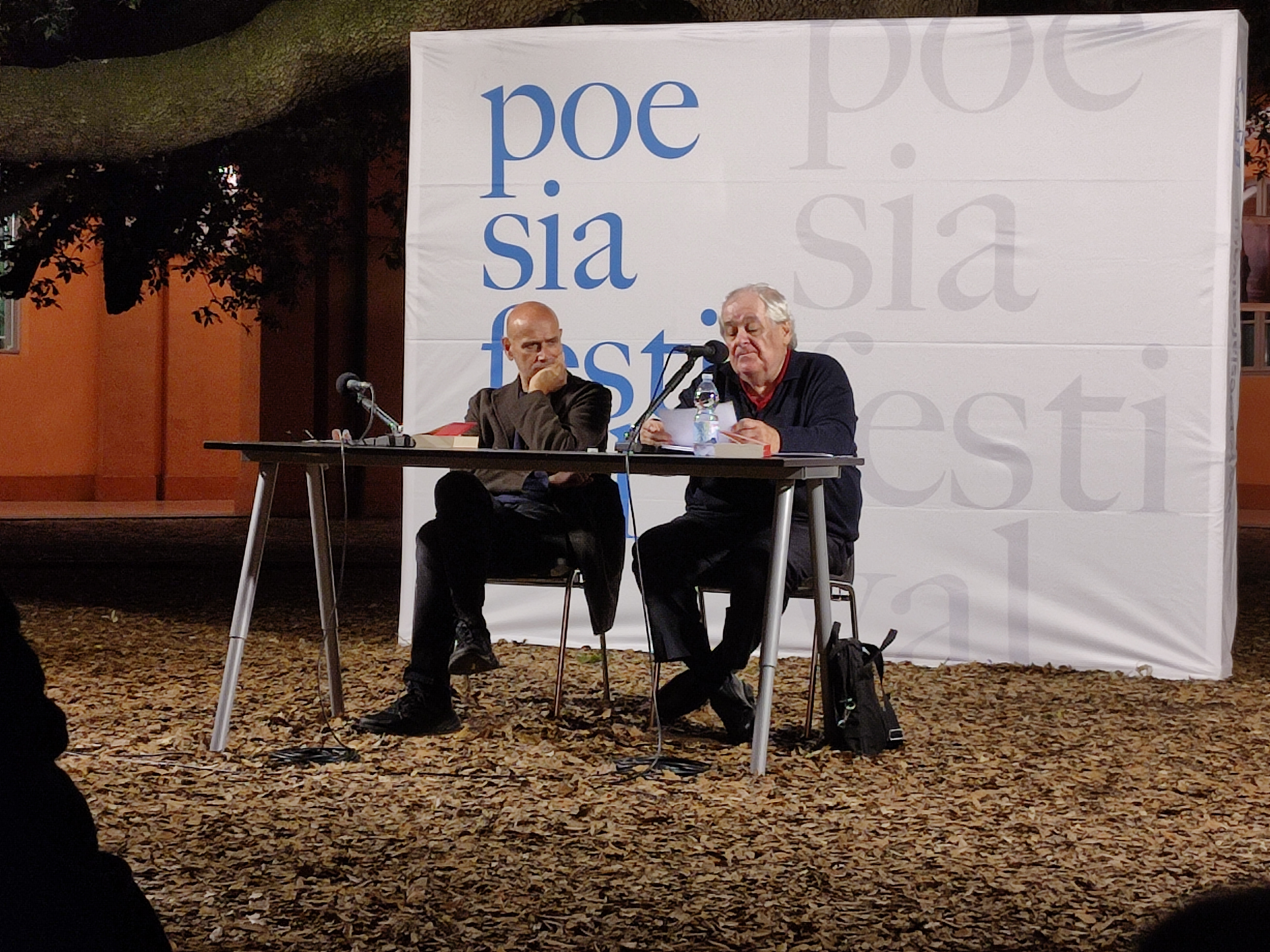
Milo De Angelis con Roberto Galaverni al Poesia Festival 2022

Milo De Angelis esordisce come poeta, dopo alcune pubblicazioni su riviste letterarie, con la raccolta Somiglianze del 1976, edita per Guanda nella collana dei Quaderni della Fenice, diretta da Giovanni Raboni. Nel panorama poetico del tempo Somiglianze rappresentò un'irrompente novità, una decisiva rottura con lo sperimentalismo neoavanguardista che aveva dominato la scena poetica per oltre un decennio. Completamente estranea a ideologie, dibattiti contingenti e ad ogni possibilità di engagement, Somiglianze si pone come rappresentazione disarticolata e complessa delle vicende di un adolescente alla ricerca di un'identità, di un nucleo costituente. Tra le principali tematiche delle raccolta compaiono: la gioia, il nichilismo, la disperazione, il sogno, la metamorfosi, il sesso, l'esperienza della droga e del suicidio, il rifiuto di un'educazione cattolica, l'incomunicabilità, il desiderio di ritorno ad un evento mitico e primordiale.
Assieme ad altri giovani poeti che si riconoscevano nella poetica inaugurata da Somiglianze e in un programma di recupero delle tradizioni del simbolismo, del romanticismo e della fiaba, De Angelis fonda nel 1977 la rivista Niebo, che resterà attiva fino al 1980 pubblicando undici numeri. Vicina all'esperienza di Niebo è La corsa dei mantelli, un racconto onirico e frammentario pubblicato nel 1979 che vede come protagonisti un ragazzo, Luca, e una ragazza imprevedibile e sfuggente, chiamata Daina, ispirata alla figura mitologica di Artemide. Il testo, inizialmente intitolato Fiaba, fu rifiutato da Vittorio Sereni per la Arnoldo Mondadori Editore e fu pubblicato con Guanda.
Nel 1982 De Angelis raccoglie in volume diversi saggi di riflessione filosofica e critica letteraria nel volume Poesia e destino, edito dalla casa editrice bolognese Cappelli. Alle pagine di Poesia e destino sono affidate riflessione sulla tragedia, sull'andare a capo nella poesia e sulla spiritualità indiana, assieme ad altri saggi e a prose poetiche.
Nel 1983 esce per la collana bianca Einaudi il secondo libro di poesie: Millimetri. Si tratta di una raccolta di 29 brevi poesie in cui la vena simbolista e analogica di De Angelis sfocia in una scrittura densa e visionaria, indecifrabile, definita dalla critica come "oracolare".
A partire dalla raccolta Terra del viso, del 1985, si istituisce per volontà di Vittorio Sereni il sodalizio con la Arnoldo Mondadori Editore, che rimarrà l'editore di tutte le successive raccolte di De Angelis. La densità visionaria di Millimetri assume ora un respiro più ampio e meno conciso: viene inaugurata una nuova forma di poemetto che diverrà ricorrente in tutte le raccolte successive. Particolare rilievo assume il tema dell'adolescenza, legato al gesto sportivo e alla morte.
Nella raccolta Distante un padre, del 1989, confluiscono tutti gli elementi consolidati dell'universo poetico di De Angelis in un dettato visionario che si pone sotto il segno del delirio e dell'oscurità semantica. Si tratta di uno dei libri più corposi e ricchi di suggestioni di De Angelis, sicuramente il più disarticolato
e controverso, divenuto oggetto, al suo apparire, di pareri contrastanti da parte della critica. Il libro contiene anche una sezione finale scritta nel dialetto di Casale Monferrato, luogo di origine della madre del poeta.
Dieci anni di silenzio poetico, interrotto solo da una seconda edizione di Somiglianze nel 1990, precedono la raccolta Biografia Sommaria (1999), un libro che inaugura uno stile poetico più disteso e narrativo, meno criptico e frammentario. De Angelis nel frattempo si è sposato con la poetessa Giovanna Sicari, ha avuto un figlio e ha cominciato a dedicarsi all'insegnamento scolastico. Le poesie di Biografia sommaria ripercorrono i momenti più rilevanti della vita dell'autore, trasfigurati, privati della loro contingenza e resi universali da una profonda carica visionaria che si sofferma sugli eventi e sugli incontri più rilevanti di tutta una vita, su ciò che vale la pena di essere raccontato.
In Tema dell'addio (2005), accanto a struggenti ed evocative ricostruzioni, De Angelis rappresenta una realtà oppressa dai temi universali della malattia e della morte che, come catrame, si estendono su ogni cosa. Tema dell'addio lascia un segno profondo sulla produzione poetica dell'autore, tanto che anche le raccolte successive saranno contrassegnate dal contrasto irrisolto e violento tra momenti estatici, splendide evocazioni e sconfortanti comparse di morte.
Nel 2008 esce per la collana degli Oscar Mondadori un volume che raccoglie tutta la produzione di De Angelis, da Somiglianze a Tema dell'addio, corredato da una prefazione di Eraldo Affinati e da un'analitica bibliografia critica.
Nello stesso anno viene pubblicato Colloqui sulla poesia, che raccoglie le principali interviste di De Angelis, a cura di Isabella Vincentini.
Il 2010 è l'anno di Quell'andarsene nel buio dei cortili, una raccolta di poesie molto brevi, caratterizzata da sintesi e da un'evidente cura formale. La visione del poeta si esprime in flash, in situazioni lampo, in riflessioni sulla scrittura e sul segno grafico.
Con Viviana Nicodemo (attrice e fotografa) De Angelis è entrato nel mondo della fotografia. Insieme a lei ha scritto Via dell'inizio (2010), che contiene poesie e immagini.
L'ultima raccolta di Milo De Angelis è uscita nel 2015 e si intitola Incontri e agguati. Il tema principale è quello della morte che, come fosse un personaggio reale, si scontra con l'io lirico ingaggiando una disastrosa guerra. L'esperienza dell'insegnamento in un carcere di massima sicurezza a Milano ispira la terza e ultima sezione della raccolta.
De Angelis è stato anche traduttore dal francese di Racine, Baudelaire, Maeterlinck, Blanchot, Drieu La Rochelle, dal greco di Eschilo e dell'Antologia Palatina e dal latino di Virgilio, Lucrezio, Claudiano.

## Poetica
Pur nei suoi differenti sviluppi, la poetica di De Angelis è fedele a un nucleo di pensiero e a pochi temi ricorrenti, definiti dall'autore come ossessioni. Il nucleo fondante di questa poetica è una concezione tragica dell'esistenza. La tragedia, secondo De Angelis, non è appena identificabile in un'espressione letteraria del passato o nell'esperienza del lutto, ma nell'angosciante convivenza di opposti senza rimedio. Nelle raccolte di De Angelis confluiscono infatti toni e motivi in netto contrasto tra loro che danno vita ad un tormentato scontro esistenziale, non riassumibile in un'ideologia o in un sistema coerente di pensiero: la coscienza del nulla e la fede in un destino, il corteggiamento della morte e l'esaltazione della vita, il senso della rovina e l'entusiasmo giovanile, il più totale nichilismo e l'attesa di un evento miracoloso, l'angoscia e la meraviglia.
I motivi ricorrenti possono essere identificati in immagini, situazioni o personaggi che attraversano tutta l'opera, da intendersi come veri e propri archetipi: la donna guerriera, il gesto atletico, la morte, la gioia, la parola, le sillabe, la traduzione, la decisione definitiva e irrimediabile, il carcere, le architetture industriali della periferia nord di Milano, il tema scolastico, il quaderno, il gesto violento e sanguinario, la ferita, il padre, l'infanzia.
Lo stile poetico è caratterizzato da un respiro breve e frammentario, pieno di sospensioni, interruzioni, citazioni, discorsi diretti e soluzioni vicine all'aforisma. Le figure retoriche più ricorrenti sono quelle dell'ossimoro, della personificazione ma soprattutto dell'analogia, che consiste nell'accostamento di due elementi istituito da un'implicita somiglianza. Il lessico è sempre specifico e analitico, mai ambiguo o generico. Le sfumature di senso e i frequenti cortocircuiti semantici si verificano infatti per imprevedibile accostamento di elementi lessicali specifici e ben determinati, secondo un procedimento analogico e visionario.
Se le prime raccolte di De Angelis, tra cui Millimetri e Distante un padre, sono divenute paradigmatiche di uno stile difficilmente decifrabile, criptico e post-ermetico, a partire da Biografia sommaria il dettato poetico di De Angelis si è fatto più disteso e comunicativo, fino ad arrivare agli esiti dell'ultimo libro Incontri e agguati, spesso vicini a un tono diaristico.

## Opere

### Poesia

#### Raccolte
- Somiglianze, Guanda, Parma 1976; 19902
- Millimetri, Einaudi, Torino 1983 ISBN 88-06-05522-4; Il Saggiatore, Milano 20132
- Terra del viso, Mondadori, Milano 1985
- Distante un padre, Mondadori, Milano 1989 ISBN 88-04-32184-9
- Biografia sommaria, Mondadori, Milano 1999 ISBN 88-04-45864-X
- Tema dell'addio, Mondadori, Milano 2005 ISBN 88-04-53751-5
- Quell'andarsene nel buio dei cortili, Mondadori, Milano 2010 ISBN 978-88-04-60236-1
- Incontri e agguati, Mondadori, Milano 2015 ISBN 978-88-04-65498-8
- Linea intera, linea spezzata, Mondadori, Milano 2021 ISBN 978-88-04-73024-8

Raccolte complete
- Tutte le poesie (1969-2015), Mondadori, Milano 2017 ISBN 9788804677338

#### Antologie
- Non solo creato, Crocetti, Milano 1990 (con Giovanna Sicari)
- Dove eravamo già stati. Poesie 1970-1999, Donzelli, Roma 2001 ISBN 88-7989-631-8
- Poesie, introduzione di Eraldo Affinati, Oscar Mondadori, Milano 2008 ISBN 978-88-04-57725-6

### Narrativa
- La corsa dei mantelli, Guanda, Parma 1979; Marcos y Marcos, 20112

### Saggi
- Poesia e destino, Cappelli, Bologna 1982
- Colloqui sulla poesia / Milo De Angelis, raccolta di interviste al poeta a cura di Isabella Vincentini, con DVD allegato a cura di Viviana Nicodemo e Stefano Massari, Edizioni La Vita Felice, Milano, 2008 ISBN 978-88-7799-225-3

### Traduzioni
- Charles Baudelaire, Paradisi artificiali, Guanda, Parma 1978; SE, Milano 2002 ISBN 978-88-7710-741-1; Oscar Mondadori, Milano 2003 ISBN 978-88-04-51973-7
- Maurice Blanchot, L'attesa, l'oblio, Guanda, Parma 1978
- Claudiano, Il rapimento di Proserpina, Marcos y Marcos, Milano 1984; Casaccia, Fossano 2010 ISBN 978-88-904504-2-6
- Maurice Maeterlinck, Serre calde - Quindici canzoni, Mondadori, Milano 1989 ISBN 88-04-31983-6
- Pierre Drieu La Rochelle, Diario di un delicato, SE, Milano 1998 ISBN 88-7710-412-0
- L'amore, il vino, la morte: epigrammi dall'antologia palatina, ES, Milano 2005 ISBN 88-86534-62-0
- Lucrezio, Sotto la scure silenziosa: frammenti dal De rerum natura, SE, Milano 2005 ISBN 88-7710-640-9
- Racine, La Tebaide e Mitridate in Teatro, Mondadori, Milano 2009
- De rerum natura di Lucrezio, Mondadori, Milano 2022
- I fiori del male di Baudelaire, Mondadori, Milano 2024

## Premi
- 2005 – Premio Viareggio poesia, per Tema dell'addio[3]
- 2011 – Premio Mondello narrativa, per Quell'andarsene nel buio dei cortili[4]
- 2011 – Premio Brancati poesia, per Quell'andarsene nel buio dei cortili[5]
- 2016 – Premio Dessì poesia, per Incontri e agguati[6]
- 2016 - Premio Gradiva, per Incontri e agguati
- 2017 – Premio LericiPea alla carriera[7]
- 2021 - Premio di Poesia "Paolo Prestigiacomo" (VIII edizione), per Linea intera, linea spezzata[8]
- 2022 – Premio Versante Ripido, per Linea intera, linea spezzata[9]